# Andreas Albrecht
Andreas Albrecht (Nuremberg, 1586 – Hamburgo, 1628) foi um matemático e engenheiro alemão.
Albrecht inventou diversos instrumentos, alguns dos quais são descritos em seus tratados sobre arquitetura e perspectiva: Instrument zur Architectur (Nuremberg, 1622); Eygendliche Beschreibung (Nuremberg, 1625); e Duo Libri. Prior de Perspectiva ... Posterior de umbra ... (Nuremberg, 1625).

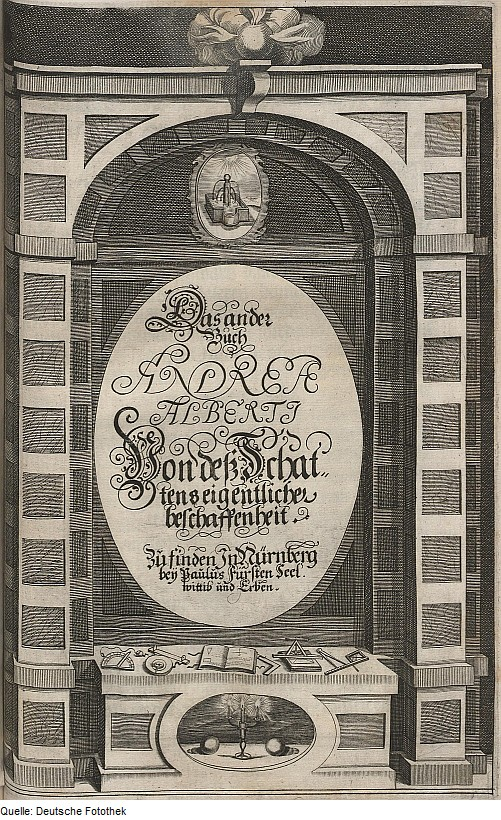
Zwey Bücher: Das erste von der Ohne und durch die Arithmetica gefundenen Perspectiva, Das andere von dem dazu gehörigen Schatten.
(Dois livros: o primeiro da perspectiva ... o outro da correspondente sombra)